# Ђанлука Манчини
Ђанлука Манчини (итал. Gianluca Mancini; Понтедера, 17. април 1996) је италијански фудбалер, који наступа за Рому и италијански репрезентативац који игра на позицији штопера.

## Клупска каријера
Када је имао 9 година прикључио се млађим категоријама Фјорентине, где је провео следећих десет година, а у категорији играча до 15 година су освојио је и првенство. Пар пута је био у саставу првог тима, али никад није дебитовао на званичној утакмици.

### Перуђа
На почетку сезоне 2015/16 позајмљен је Перуђи, која је наступала у Серији Б. Прву утакмицу за Перуђу одиграо је 9. августа 2015. године у купу Италије против Ређане, а у серији Б дебитовао је 11. септембра 2015. године против Пескаре. У првом делу сезоне није играо код тренера Бизолија. Иако је имао понуду да у јануару 2016. године пређе на другу позајмицу, Манчини је одлучио да остане и до краја сезоне забележио је 14 наступа. На крају сезоне Перуђа га је откупила и потписао је уговор до 2020. године.
На почетку сезоне 2016/17 поново није играо много, али овај пут због повреда. У јануару 2017. године купила га је Аталанта, али га је оставила у Перуђи до краја сезоне. Овај трансфер, био је под истрагом јер је Манчини откупљен за само 200.000 евра, па се сумњало да је вештачки умањен како би Фјорентина добила мање новца, пошто је имала право на 50% од будућег трансфера. 29. априла 2017. на утакмици против Про Верчелија постигао је први гол у професионалној каријери. Са Перуђом је стигао до плејофа, где је бољи био Беневенто (0:1, 1:1). На крају сезоне изабран је у најбољих 11 Серије Б.

### Аталанта
Дебитовао је у Серији А 24. септембра 2017. године, против клуба у коме је поникао Фјорентине, када је у 25 минуту заменио повређеног Толоја. Није играо много у јесењем делу сезоне, али то се променило у другом делу. Први гол у Серији А постигао је 4. фебруара 2018. године против Кјева (1:0).
У сезони 2018/19 усталио се у првој постави. На дебитантској утакмици у Лиги Европе, 26. јула 2018. године против Сарајева постигао је гол. Сезону је окончао са 5 голова у Серији А, због чега је био други најефикаснији одбрамбени играч лиге, иза Коларова.

### Рома
У јулу 2019. године Манчини је позајмљен Роми на годину дана за суму од 2 милиона евра, са клаузулом обавезног откупа након тога за 13 милиона евра. Целокупан трансфер подразумевао је и бонусе до 8 милиона евра, овисно о учинку, као и 10% од будућег трансфера, у зависности од већ исплаћених бонуса. Такође, Манчини је потписао уговор са Ромом до 2024. године.
24. новембра 2019. године постигао је свој први гол за Рому, на утакмици против Бреше. Клуб је сезону завршио на петом месту, а у Лиги Европе поразом од Севиље у осмини финала (0:2).
Сезону 2020/21, Рома је завршила на седмом месту у првенству, а у европским такмичењима је стигла до полуфинала Лиге Европе, где је испала од Манчестер Јунајтеда (2:6,3:2).  У Лиги Европе Манчини је уврштен у тим сезоне. У првенству Манчини је дао гол против Каљарија (3:2), Интера (2:2), Вероне (3:1) и Ђенове (1:0),  а у Лиги Европе против Шахтјора у првој утакмици осмине финала (3:0).
Следеће сезоне, са новим тренером Морињом, Рома је завршила као шеста у првенству. Први и једини гол у сезони Манчини је постигао против ЦСКА Софије (5:1), 16. септембра 2021. године, у групној фази Лиге конференција. У том такмичењу, Рома је стигла до финала, а на крају и до трофеја, када је победила Фајенорд (1:0). Управо је Манчини асистирао Цаниолу, који је постигао победносни погодак у финалу. У јулу 2022. године Манчини је потписао нови петогодишњи уговор са клубом.
У сезони 2022/23 коју је Рома опет завршила на шестом месту, једини гол у сезони постигао је 5. марта 2023. године и то против Јувентуса. Са клубом је поново стигао до финала европског такмичења, овог пута Лиге Европе, где је Рома након пенала поражена од Севиље. У финалу Манчини је поново био асистент, овај пут Дибали, а његов аутогол је поставио и коначан резултат у регуларном делу утакмице.
У сезони 2023/24 у првенству уписао се у стрелце на утакмицама против Емполија (7:0), Удинезеа (3:1) и Интера (2:4), а 6. априла 2024. године, његов гол, главом после корнера, одлучио је дерби против Лациа (1:0). 7. марта постигао је гол на првој утакмици осмине финала Лиге Европе, када је Рома победила Брајтон (4:0). У четвртфиналу Лиге Европе против Милана, био је стрелац у победама на првој утакмици у Милану (1:0), као и у реваншу у Риму (2:1). У полуфиналу Лиге Европе зауставио их је Бајер Леверкузен (0:2, 2:2). Због својих партија уврштен је и у тим сезоне Лиге Европе.

## Репрезентативна каријера
За италијанску репрезентацију до 21 године дебитовао је 2017. године, а био је члан репрезентације на европском првенству 2019. године.
26. мартa 2019. године дебитовао је за репрезентацију Италије на утакмици против Лихтенштајна (6:0).
Иако је био на ширем списку тренера Манчинија, није уврштен у коначан састав Италије за европско првенство 2020. године.
Манчини је учествовао је на следећем европском првенству 2024. године, под новим селектором Спалетијем. Једину утакмицу на првенству одиграо је у осмини финала, када је Италија поразом од Швајцарске (0:2), завршила такмичење на првенству.

## Профил
У раној фази каријере играо је као везни играч, док није током каријере почео да игра у одбрани. И касније у каријери тренери су га стављали у средину терена.

## Приватни живот
Оженио се са Елисом, са којом има две кћерке.

## Занимљивости
Иако је рођен у Понтедери, одрастао је у суседном Монтополију. У том крају његова породица је позната по узгоју јабука. Породично навијају за Интер.
Фудбалски идол му је Марко Матераци и један од разлога зашто носи број 23 на дресу. Док је играо у Перуђи, клупски физиотерапеут, када је сазнао зашто има истетовиран број 23, јавио је Матерацију, који је после младом Манчинију послао дрес са посветом.

## Статистика каријере

### Клупска
Ажурирано 14. јула 2024. године
| Клуб              | Сезона            | Лига              | Лига    | Лига   | Куп     | Куп    | Европа  | Европа | Остало  | Остало | Укупно  | Укупно |
| Клуб              | Сезона            | Такмичење         | Наступа | Голова | Наступа | Голова | Наступа | Голова | Наступа | Голова | Наступа | Голова |
| ----------------- | ----------------- | ----------------- | ------- | ------ | ------- | ------ | ------- | ------ | ------- | ------ | ------- | ------ |
| Перуђа            | 2015/16           | Серија Б          | 12      | 0      | 2       | 0      | –       | –      | –       | –      | 14      | 0      |
| Перуђа            | 2016/17           | Серија Б          | 13      | 1      | 1       | 0      | –       | –      | 2       | 0      | 16      | 1      |
| Перуђа            | Укупно            | Укупно            | 3       | 1      | 1       | 0      | –       | –      | 2       | 0      | 30      | 1      |
| Аталанта          | 2017/18           | Серија А          | 11      | 1      | 2       | 0      | 0       | 0      | –       | –      | 13      | 1      |
| Аталанта          | 2018/19           | Серија А          | 30      | 5      | 2       | 0      | 3       | 1      | –       | –      | 35      | 6      |
| Аталанта          | Укупно            | Укупно            | 30      | 6      | 4       | 0      | 3       | 1      | –       | –      | 48      | 7      |
| Рома (позајмица)  | 2019/20           | Серија А          | 32      | 1      | 2       | 0      | 7       | 0      | –       | –      | 41      | 1      |
| Рома              | 2020/21           | Серија А          | 33      | 4      | 1       | 0      | 7       | 1      | –       | –      | 41      | 5      |
| Рома              | 2021/22           | Серија А          | 33      | 0      | 1       | 0      | 12      | 1      | –       | –      | 46      | 1      |
| Рома              | 2022/23           | Серија А          | 35      | 1      | 2       | 0      | 14      | 0      | –       | –      | 51      | 1      |
| Рома              | 2023/24           | Серија А          | 36      | 4      | 1       | 0      | 12      | 3      | –       | –      | 49      | 7      |
| Рома              | Укупно            | Укупно            | 169     | 10     | 7       | 0      | 52      | 5      | –       | –      | 228     | 15     |
| Укупно у каријери | Укупно у каријери | Укупно у каријери | 235     | 17     | 14      | 0      | 55      | 6      | 2       | 0      | 306     | 23     |

### Репрезентативна
Ажурирано 14. јула 2024. године
| Репрезентација | Година | Наступи | Голови |
| -------------- | ------ | ------- | ------ |
| Италија        | 2019   | 3       | 0      |
| Италија        | 2020   | 1       | 1      |
| Италија        | 2021   | 2       | 0      |
| Италија        | 2022   | 3       | 1      |
| Италија        | 2023   | 2       | 0      |
| Италија        | 2024   | 3       | 0      |
| Укупно         | Укупно | 14      | 0      |

## Трофеји

### Клупски
Рома
- УЕФА Лига конференције (1): 2021/22

- УЕФА Лига Европе: друго место 2022/23

### Индивидуално
- УЕФА Лига Европе тим сезоне: 2020/21, 2023/24[48]